# Khums
Khums betyder femtedel på arabisk, og i shiisme betegner det de troendes pligt til at betale en femtedel af det de ejer til det muslimske fællesskab. Shia-muslimer anser khums for at være en af islams grene.